# Thomas Loew
Thomas Horst Loew (* 28. März 1961 in Nürnberg) ist ein deutscher Facharzt für Psychiatrie, Psychosomatik und Psychotherapeut.

## Leben
Loew studierte von 1982 bis 1989 Medizin an den Universitäten Florenz, Ulm und Erlangen-Nürnberg. 1990 wurde er promoviert. Seinen Facharzt erhielt er 1995 für Psychotherapeutische Medizin und 1999 für Psychiatrie. 1997 habilitierte sich Loew. Er hat daneben auch die Zusatzbezeichnungen Medizininformatik und Psychoanalyse. Sein wissenschaftliches Interesse gilt weiterhin den körperorientierten Methoden in der Medizin, insbesondere der Funktionellen Entspannung, für die er auch Lehrbeauftragter ist, und der Versorgungsforschung. Er engagiert sich seit 1998 in der Weiterbildung von Ärzten im Verfahren psychodynamische Psychotherapie. 1994 wurde er für eine prospektive randomisierte kontrollierte Studie zu einer Entspannungstechnik mit dem Continentale-Förderpreis für Naturheilverfahren ausgezeichnet, 2000 erhielt er zusammen mit Norbert Hartkamp, Peter Henningsen, Martin Sack, Carl E. Scheid den Deutsche-Krankenversicherung-Cochrane-Preis für die Erstellung der Leitlinien Somatoforme Störungen.
Loew ist seit 2001 planmäßiger Professor für Psychosomatische Medizin und Psychotherapie an der Universität Regensburg und Chefarzt der dortigen psychosomatischen Abteilung, außerdem Chefarzt der psychosomatischen Station der Klinik Donaustauf.
2000 bis 2004 war er Vizepräsident der Deutschen Fachgesellschaft für tiefenpsychologisch fundierte Psychotherapie und ist seit 2002 auch Mitherausgeber des Organs der Gesellschaft, der „Psychodynamischen Psychotherapie“ im Schattauer Verlag, Stuttgart. Von 2004 bis 2009 war er 1. Vorsitzender der Deutschen Gesellschaft für Psychosomatische Medizin und Ärztliche Psychotherapie, die 2006 aus der Deutschen Gesellschaft für Psychosomatische Medizin und Psychotherapie sowie der Allgemeinen Ärztlichen Gesellschaft für Psychotherapie hervorging und das Gebiet in Deutschland vertritt.
2006 gründete er die Ärztliche Psychotherapie und Psychosomatische Medizin, die im Schattauer Verlag, Stuttgart, vierteljährlich erscheint.
2012 wurde Loew als Nachfolger von Günter R. Clausen zum Vorsitzenden der Deutschen Gesellschaft für Ärztliche Hypnose und Autogenes Training gewählt und 2015 wiedergewählt. Ebenfalls 2012 wurde er auch Vizepräsident der Gesellschaft Europäischer Ärzte für Psychosomatische Medizin und Psychotherapie (Association of European Physicians for Psychosomatic Medicine and Psychotherapy, AEPM). Er engagiert sich in einem Verein zur Ausbildung von Traumahelfern in Regensburg.

## Schriften (Auswahl)
- 1990: Der Volvulus des Intestinaltrakts (Promotion, Universität Erlangen-Nürnberg)
- 1998: mit Peter Joraschky und Volker Köllner: Wenn die Seele den Körper leiden läßt, Trias Verlag, Stuttgart ISBN 978-3893734184
- 1999: Funktionelle Magen-Darm-Beschwerden, Centaurus Verlag, Pfaffenweiler ISBN 978-3825502560
- 2009: mit Peter Joraschky und Frank Röhricht (Hrsg.) Körpererleben und Körperbild, Schattauer Verlag, Stuttgart ISBN 978-3794524259
- 2011: Mitwirkung bei Dieter Ebert: Psychiatrie systematisch, 8. Auflage, UNI-MED Verlag, Bremen ISBN 978-3837412789